# آدولفو آریستارائین
آدولفو آریستارائین (اسپانیایی: Adolfo Aristarain‎؛ زادهٔ ۱۹ اکتبر ۱۹۴۳) کارگردان و فیلم‌نامه‌نویس برجستهٔ اهل آرژانتین است.
او تاکنون بابت آثارش، برندهٔ جوایز فراوانی در جشنواره‌های مختلف سینمایی از جمله جشنواره فیلم سن‌سباستین، جشنواره فیلم هاوانا و جشنواره بین‌المللی فیلم مونترآل و همچنین جایزه گویا (۲ مرتبه) و جایزه انداس شده است.
از آثار او می‌توان به زمان انتقام، بیگانه، دیسکوی عشق و ساحل عشق اشاره نمود.

## اسکار
در سال ۱۹۹۲ فیلم «مکانی در جهان» به کارگردانی او از طرف کشور اروگوئه به اسکار فرستاده شد که در اسکار هم به عنوان نامزد پذیرفته شد اما بعد به دلیل این که بیشتر عوامل فیلم اروگوئه‌یی نبودند نامزدی آن پس داده شد و این اتفاقا تنها در مورد این فیلم افتاده است.